# Dorian van Rijsselberghe
Dorian van Rijsselberghe, född 24 november 1988 i Texel, är en nederländsk seglare. I världsmästerskapet i RS:X har han vunnit bronsmedaljer år 2009 och 2015, silvermedaljer 2013 och 2016 samt en guldmedalj år 2011. Han vann även guld i RS:X-klassen i olympiska sommarspelen 2012 i London.
Vid de olympiska seglingstävlingarna 2016 i Rio de Janeiro tog van Rijsselberghe en guldmedalj i RS:X.